# Oskar Carlgren
Oskar Henrik Carlgren, född 1 december 1865 i Falun, död 10 augusti 1954 i Lund, var en svensk zoolog.
Carlgren blev student vid Uppsala universitet 1884, disputerade där för filosofie doktorsgraden 1893 på avhandlingen Studien über nordische Actinien, blev docent i zoologi vid Stockholms högskola 1894 och prosektor vid zootomiska institutet där 1904. Under åren 1912–1930 var han professor vid Lunds universitet. Han företog i vetenskapligt ändamål flera resor, exempelvis till Tyskland och Italien 1898–1899. 
Han ägnade sig särskilt åt forskningar över koralldjuren, främst aktinierna el. sjöanemonerna, av vilka han var sin samtids främste kännare. Bland hans många skrifter om dessa utöver gradualavhandlingen kan nämnas Beobachtungen über die Mesenterienstellung der Zoantharien und bilaterale Symmetrie der Anthozoen (i "Festschrift für Lilljeborg", 1896), Zoantharien (i "Ergebnisse der Hamburg-magelhaenischen Sammelreise", 1898), Ostafrikanische Actinien (i "Mitteilungen aus dem naturhistorischen Museum zu Hamburg", 1900) och Die Brutpflege der Actiniarien (i "Biologische Centralblatt", 1901). 
Carlgren utförde även fysiologiska undersökningar rörande en del lägre djurformer och presenterade resultaten av dessa i avhandlingarna Über die Einwirkung des constanten galvanischen Stromes auf niedere Organismen (i "Archiv für Anatomie und Physiologie", 1900) och Studien über Regenerations- und regulationserscheinungen (i Vetenskapsakademiens handlingar, 1904). Bland hans senare skrifter märks flera viktiga undersökningar rörande regenerationsföreteelser hos Cœlenterata samt Die Tetraplatien (1909). År 1908 blev han ledamot av Kungliga Vetenskapsakademien och 1913 av Fysiografiska sällskapet i Lund.
Han var son till Georg Carlgren, bror till Waldemar Carlgren och far till Nils Carlgren. Oskar Carlgren är gravsatt på Östra kyrkogården i Lund.